# Археологічний музей (Задар)
Археологі́чний музе́й (хорв. Arheološki muzej Zadar) — археологічний музей у м. Задарі (Хорватія). Сучасна будівля знаходиться перед монастирським комплексом Св. Марії, вздовж променади Шимуна Кожичича Беньйо.
Музей був заснований у 1832 році, і після Сплітського музею, є другим по старовині таким закладом Далмації. З 1893 по 1954 роки музей знаходився у Церкві Св. Доната.

## Музей
У своїх трьох залах музей експонує великий археологічний матеріал задарського краю, що відноситься до праісторії, античності і раннього середньовіччя:
- 1 (Перший поверх): Середньовічна колекція
- 2 (Другий поверх): Колекція підводної археології, Римська колекція (нині на реконструкції)
- 3 (Третій поверх): Доісторична колекція

Частина музейної колекції кам'яних пам'ятників і немало римських архітектурних декоративних фрагментів демонструються просто неба на форумі, неподалік від музею.

### Перший поверх
Тисячолітнє заселення задарського краю виявилось плідним ґрунтом для археологічних розкопок, які проводяться впродовж останніх двох століть. У результаті цих розкопок було виявлено великі археологічні знахідки, що збагатили колекцію Археологічного музею. У залі на першому поверсі розміщується матеріал раннього середньовіччя (VIII—XI ст.), епохи, у якій розвивалось середньовічна хорватська держава, найважливіші центри якої були саме на задарській території, хоча сам Задар був під візантійською владою і був економічним і культурним центром Далмації. Переважна частина залу демонструє поховальний інвентар великих давньохорватських могильників, серед яких особливо виділяється могильник на Ждріяці поблизу м. Нині. Окрім посуду також знайдено прикраси, металеві шпори, гроші та зброю. Високоцінні, представлені у цій колекції, елементи кам'яних церковних меблів, особливо з міста Задара. Це вівтарні перегородки з церкви Св. Недилиці і Св. Ловри з оповідальними сценками, а також портал Св. Ловри та мармурова перегородка із кафедрального собору. Залом домінує кам'яний балдахін з церкви Св. Фоми. З епіграфічних пам'ятників з історичної точки зору найважливіше значення має той, який взятий з кам'яної вівтарної перегородки із Шопота, що неподалік від містечка Бенковаца, у якому згадується ім'я хорватського князя Бранимира (879–892).

### Другий поверх
У залі на другому поверсі демонструються предмети матеріальної культури і художні вироби античної епохи, які у цих краях пов'язуються з римською культурою романізованих лібурнів у період між I ст. до н. е. і Великим переселенням народів, яке відбулось у VI ст. Біля самого входу у зал виставлений напис, який свідчить про те, що задарська фортечна стіна була збудована в епоху імператора Августа. Частина залу присвячена знахідкам, які відносяться до римської армії, перш за все тим, які були знайдені у великому військовому таборі у Бурнумі (Івошевці поблизу Кистаньє). Наступна частина приміщення відображає способи поховання і демонструє різні могильні надгробки. У секції, присвяченій античному Задару, домінуючу позицію займає макет реконструкції міського центру з форумом, табернами, капітолієм з храмом і міською базилікою. Тут виставлено також чималу кількість фрагментів архітектурних прикрас, потім підлогова кераміка, скульптура і багато різних виробів художніх ремесел, деякі з них були виготовлені в окремих римських провінціях Хіспанії, Греції, Малої Азії і Сирії. Особливу цінність античної археологічної колекції являють собою скляні вироби і скляний посуд епохи I—III ст. Серед чималої кількості римської скульптури, своєю цінністю і монументальністю виділяються дві скульптури римських імператорів, що відносяться до I ст., які були знайдені у місті Нині. Статуя імператора Клавдія виставляється у залі на другому поверсі, але ще монументальніша скульптура імператора Августа, яка міститься в атрії музею. Ці роботи були зроблені у якихось із майстерень, які діяли у метрополії. На другому поверсі, у меншому за розміром залі, представлені релігійні культи північної Далміції. Тут знаходяться макети давньохристиянських будівель пізньоантичної та ранньовізантійської епох у Мулинах і релікварій з містечка Новальї. Виставлені також предмети готичного періоду, знайдені у задарських околицях.

### Третій поверх
Праісторична колекція розміщується на 3-му поверсі. Предмети, які тут експонуються показують спочатку знахідки древніх залишків першої людської спільноти стародавньої кам'яної доби. За ними слідують цінні і численні знахідки різноманітної декоративної кераміки, які відносяться до нової кам'яної доби, переважно з найбагатшої ділянки у селі Смилчич у районі Равні Котари. Наступні експонати належать культурі мідної, потім бронзової доби. Окрім кераміки, тут представлено багато зразків прикрас, а потім мідної та бронзової зброї. Велике наукове значення мають знахідки періоду залізної доби, пов'язаних з культурою лібурнів, іллірійського народу, що поселився у прибережних районах від річки Крки, аж до річки Раші в Істрії. Оскільки лібурни були вмілими мореплавцями і торговцями, то серед інших знахідок було знайдено і досить багато розфарбованої кераміки, привезеної з Апулії (південна Італія) та з Греції.